# A Hundred Million Suns
A Hundred Million Suns – piąty album rockowej grupy Snow Patrol, wydany w Irlandii 24 października 2008 roku, w Wielkiej Brytanii i reszcie Europy 27 października 2008 roku, a w Stanach Zjednoczonych 28 października 2008 roku. Pierwszym singlem pochodzącym z nowego krążka jest „Take Back the City”, który został wydany 13 października 2008 roku.

## Produkcja
Album został nagrany w Hansa Tonstudio w Berlinie oraz Grouse Lodge w hrabstwie Westmeath w Irlandii podczas lata 2008 roku wraz z producentem Garretem „Jacknifem” Lee.

## Promocja
3 października 2008 roku Snow Patrol zapowiedział trasę promującą płytę pod hasłem Take Back The Cities Tour. Trasa składała się z 4 koncertów startujących w Irlandii, w Dublinie i Belfaście, oraz kontynuowanych w Wielkiej Brytanii w Edynburgu i Londynie. Trwająca 48 godzin trasa rozpoczęła się 26 października w Gate Theatre w Dublinie i zakończyła się następnego dnia w Bloomsbury Theatre w Londynie.

## Lista utworów
Wszystkie teksty zostały napisane przez Gary’ego Lightbody’ego. Muzyka w pełni autorstwa zespołu Snow Patrol.
1. „If There's a Rocket Tie Me to It” – 4:20
2. „Crack the Shutters” – 3:21
3. „Take Back the City” – 4:40
4. „Lifeboats” – 4:42
5. „The Golden Floor” – 3:20
6. „Please Just Take These Photos from My Hands” – 4:26
7. „Set Down Your Glass” – 3:44
8. „The Planets Bend Between Us” – 4:18
9. „Engines” – 5:10
10. „Disaster Button” – 3:58
11. „The Lightning Strike” – 16:19
  - „What If This Storm Ends?” – 5:09
  - „Sunlight Through the Flags” – 4:15
  - „Daybreak” – 6:51

## Single z płyty
- „Take Back the City” – wydany 10 października 2008
- „Crack the Shutters” – wydany 12 grudnia 2008
- „If There's a Rocket Tie Me to It” – wydany 9 marca 2009